# Cynthia Ní Mhurchú
Cynthia Ní Mhurchú (née en 1966) est une femme politique irlandais du Fianna Fáil, avocate et ancienne animatrice de radio chez Raidió Teilifís Éireann (RTÉ) qui est députée au Parlement européen pour la circonscription du Sud depuis juillet 2024. Elle présente le Concours Eurovision de la chanson 1994 à Dublin avec Gerry Ryan.

## Jeunesse
Cynthia Murphy est née à Carlow, fille de Brendan Murphy et Columba Murphy (née Brophy). Sa mère est impliquée dans la politique locale du Fine Gael à Carlow. Elle adopte la version irlandaise de son nom de famille, Ní Mhurchú, à l'âge de quinze ans. Elle fréquente l'école de filles Holy Family Askea, le St Leo's College et le Carysfort College, où elle suit une formation d'institutrice primaire. 

## Carrière
Ní Mhurchú travaille d'abord comme professeure dans une école de langue irlandaise à Carlow, puis travaille dix ans comme journaliste et présentatrice à RTÉ, RTÉ Raidió na Gaeltachta et en tant que freelance. Au cours des années 1990, elle présente le tirage du loto de RTÉ et l'émission d'actualité en langue irlandaise, Cúrsaí. Elle est également chroniqueuse Web pendant plusieurs années et écrit sur l’éducation, la formation et les carrières.
Elle devient avocate après avoir quitté RTÉ.

## Carrière politique
Ní Mhurchú rejoint le Fianna Fáil car elle estime que celui-ci soutient la langue irlandaise. En 1992, Ní Mhurchú est sollicitée par le parti pour se présenter à Dublin Sud-Est aux Élections générales irlandaises de 1992, mais elle décline l'offre car elle veut étudier pour le barreau. 
Elle est sélectionnée par le Fianna Fáil pour se présenter dans la circonscription du Sud aux élections du Parlement européen de 2024. Ní Mhurchú obtient 55 209 (8,0 %) votes de première préférence et est élue lors du 20e décompte.
Ní Mhurchú décrit ses opinions politiques comme « centristes, légèrement à gauche du centre ».